# Kodicill
Kodicill (latin codicillus, skrivtavla, i plural anteckningsbok, notis, testamentariskt förordnande, diminutiv av codex), är en tilläggsartikel till ett aktstycke, särskilt till ett testamente. I den senare betydelsen reglerades kodicillen i den romerska rätten med säregna bestämmelser, genom vilka den till både innehåll och form skilde sig från ett testamente. I svensk och övrig modern rätt, gäller testamentsreglerna även för kodiciller. 